# Diego Estanislao Zavaleta
Diego Estanislao Zavaleta (San Miguel de Tucumán, Virreinato del Perú, 1760 - Montevideo, Uruguay, diciembre de 1843) fue un sacerdote y político argentino, de activa participación en Buenos Aires en las décadas de 1810 y 1820, miembro destacado del partido unitario.

## Sus inicios
Estudió en el convento de los dominicos y en el Colegio de San Carlos, en Buenos Aires; se ordenó sacerdote en Córdoba, en cuya universidad se doctoró en derecho canónico. De vuelta en Buenos Aires, fue agregado a la catedral y fue profesor en el Colegio.

## El clero revolucionario
En 1810 pronunció la oración pública inaugural de la Revolución de Mayo y fue un miembro destacado del clero patriótico, es decir, que colaboró con los gobiernos surgidos de la Revolución.
Entre 1813 y 1815 fue miembro de la Logia Lautaro; tras el fracaso de ésta a la caída de Alvear, se abstuvo por un tiempo de participar en política. Fue deán de la catedral y, a la muerte del obispo Benito Lué fue nombrado provisor del obispado.
Entre 1817 y 1819 fue diputado y secretario del Congreso Nacional. Colaboró en la sanción de la constitución unitaria de ese último año.

## La época de Rivadavia
Cuando se anunció la reforma eclesiástica propugnada por el ministro Bernardino Rivadavia, el suplente de la diócesis vacante se opuso a aceptarla. Por orden del mismo Rivadavia, fue reemplazado por Zavaleta. De modo que este dejó hacer libremente al ministro: delante de sus ojos fueron disueltas tres órdenes de frailes y la mayor parte de los bienes de la Iglesia católica fueron incautados por el gobierno.
En 1823 fue enviado junto con Juan Gregorio de Las Heras como plenipotenciario para lograr la adhesión de varias provincias a la Convención Preliminar de Paz firmada con España.
Partidario de Rivadavia, fue miembro del Congreso Nacional entre 1825 y 1827. Votó a favor de la Constitución Argentina de 1826, de corte netamente centralista.
Fue enviado a las provincias de Cuyo a presentarla a los gobiernos locales para su jura, pero fue rechazado en todas partes. Personalmente recibió la negativa del caudillo federal Facundo Quiroga y, al ver la forma en que este rechazaba toda posibilidad de negociación, consideró mejor volver a Buenos Aires.
Fue diputado a la legislatura porteña en 1827, pero no apoyó al gobernador Manuel Dorrego. En 1828 apoyó la revolución del general Juan Lavalle y fue uno de los miembros del Consejo de Gobierno, con que este pretendía reemplazar la legislatura disuelta.

## Últimos años
No fue molestado a la caída de Lavalle, y permaneció en Buenos Aires.
Fue uno de los ocho ciudadanos que, en 1835, votó en contra de dar al gobernador Juan Manuel de Rosas la "suma del poder público". Considerando en peligro su vida por esa razón, emigró al Uruguay durante los desórdenes causados por la invasión de Lavalle en 1840.
Falleció en Montevideo en diciembre de 1843.